# Richárd Guzmics
Richárd Guzmics (Szombathely, 16 april 1987) is een Hongaars voormalig voetballer die doorgaans speelde als centrale verdediger. Tussen 2005 en 2022 was hij actief voor Szombathelyi Haladás, Wisła Kraków, Yanbian Fude, Slovan Bratislava, Mezőkövesd en opnieuw Szombathelyi Haladás. Guzmics maakte in 2012 zijn debuut in het Hongaars voetbalelftal en kwam uiteindelijk tot zevenentwintig interlandoptredens.

## Clubcarrière
Guzmics speelde tussen 2002 en 2005 in de jeugd van Szombathelyi Haladás. Voor deze club zou hij in het seizoen 2004/05 zijn debuut maken. Vanaf zijn tweede seizoen kreeg de centrumverdediger steeds meer speeltijd en hij speelde negen seizoenen achtereen meer dan twintig competitieduels per seizoen. In de zomer van 2014 verliep het contract van Guzmics bij Haladás. Net na de zomer, in september, verkaste de Hongaar naar het buitenland. In Polen zette hij zijn handtekening onder een contract tot medio 2017 bij Wisła Kraków. Voor Wisła debuteerde Guzmics op 28 september 2014, toen met 1–0 verloren werd in de stadsderby uit bij Cracovia Kraków. De verdediger mocht direct in de basis beginnen bij zijn nieuwe club.
In januari 2017 maakte hij de overstap naar Yanbian Fude, waar hij tekende voor één jaar. Dit contract werd later met een jaar verlengd tot eind 2018, waarna de Hongaarse verdediger Yanbian Fude verliet. Hierop tekende Guzmics voor één jaar bij Slovan Bratislava. Na een jaar bij die club keerde de Hongaar terug naar zijn vaderland, waar hij voor Mezőkövesd ging spelen. Szombathelyi Haladás haalde hem in 2021 terug naar de club. In de zomer van 2022 besloot Guzmics op vijfendertigjarige leeftijd een punt te zetten achter zijn actieve loopbaan.

## Clubstatistieken
| Seizoen | Club                 | Competitie           | Competitie | Competitie | Beker | Beker | Internationaal | Internationaal | Totaal | Totaal |
| Seizoen | Club                 | Competitie           | Wed.       | Dlp.       | Wed.  | Dlp.  | Wed.           | Dlp.           | Wed.   | Dlp.   |
| ------- | -------------------- | -------------------- | ---------- | ---------- | ----- | ----- | -------------- | -------------- | ------ | ------ |
| 2010/11 | Szombathelyi Haladás | Nemzeti Bajnokság II | 5          | 0          | 0     | 0     | —              | —              | 5      | 0      |
| 2005/06 | Szombathelyi Haladás | Nemzeti Bajnokság II | 24         | 1          | 0     | 0     | —              | —              | 24     | 1      |
| 2006/07 | Szombathelyi Haladás | Nemzeti Bajnokság II | 25         | 2          | 0     | 0     | —              | —              | 25     | 2      |
| 2007/08 | Szombathelyi Haladás | Nemzeti Bajnokság II | 25         | 2          | 0     | 0     | —              | —              | 25     | 2      |
| 2008/09 | Szombathelyi Haladás | Nemzeti Bajnokság    | 30         | 1          | 5     | 1     | —              | —              | 35     | 2      |
| 2009/10 | Szombathelyi Haladás | Nemzeti Bajnokság    | 29         | 1          | 4     | 0     | 4              | 0              | 37     | 1      |
| 2010/11 | Szombathelyi Haladás | Nemzeti Bajnokság    | 28         | 0          | 4     | 0     | —              | —              | 32     | 0      |
| 2011/12 | Szombathelyi Haladás | Nemzeti Bajnokság    | 27         | 0          | 4     | 0     | —              | —              | 31     | 0      |
| 2012/13 | Szombathelyi Haladás | Nemzeti Bajnokság    | 28         | 0          | 1     | 0     | —              | —              | 29     | 0      |
| 2013/14 | Szombathelyi Haladás | Nemzeti Bajnokság    | 26         | 1          | 4     | 0     | —              | —              | 30     | 1      |
| 2014/15 | Wisła Kraków         | Ekstraklasa          | 21         | 0          | 1     | 0     | —              | —              | 22     | 0      |
| 2015/16 | Wisła Kraków         | Ekstraklasa          | 33         | 0          | 0     | 0     | —              | —              | 33     | 0      |
| 2016/17 | Wisła Kraków         | Ekstraklasa          | 11         | 1          | 2     | 0     | —              | —              | 13     | 1      |
| 2017    | Yanbian Fude         | China Super League   | 19         | 1          | 0     | 0     | —              | —              | 19     | 1      |
| 2018    | Yanbian Fude         | China Super League   | 18         | 1          | 0     | 0     | —              | —              | 18     | 1      |
| 2018/19 | Slovan Bratislava    | Fortuna Liga         | 10         | 0          | 0     | 0     | —              | —              | 10     | 0      |
| 2019/20 | Slovan Bratislava    | Fortuna Liga         | 4          | 0          | 0     | 0     | 0              | 0              | 4      | 0      |
| 2019/20 | Mezőkövesd           | Nemzeti Bajnokság    | 3          | 0          | 0     | 0     | —              | —              | 3      | 0      |
| 2020/21 | Mezőkövesd           | Nemzeti Bajnokság    | 3          | 0          | 0     | 0     | —              | —              | 3      | 0      |
| 2021/22 | Szombathelyi Haladás | Nemzeti Bajnokság II | 17         | 0          | 0     | 0     | —              | —              | 17     | 0      |
| Totaal  | Totaal               | Totaal               | 386        | 11         | 25    | 1     | 4              | 0              | 415    | 12     |

## Interlandcarrière
Guzmics maakte zijn debuut in het Hongaars voetbalelftal op 14 november 2012, toen met 0–2 verloren werd van Noorwegen door doelpunten van Håvard Nielsen en Mohammed Abdellaoue. Guzmics moest van bondscoach Sándor Egervári op de reservebank beginnen. In de tweeënzeventigste minuut kwam hij als invaller voor Roland Juhász het veld in. Tijdens zijn negende interland scoorde hij voor het eerst. In die wedstrijd, op 7 september 2015, opende hij de score tegen Noord-Ierland, zestien minuten voor tijd. In de blessuretijd tekende Kyle Lafferty nog voor de gelijkmaker. Met Hongarije nam Guzmics in juni 2016 deel aan het Europees kampioenschap voetbal 2016. Hongarije werd in de achtste finale uitgeschakeld door België (0–4), nadat het in de groepsfase als winnaar boven IJsland en Portugal was geëindigd. Guzmics kwam op het EK in alle vier wedstrijden in actie. Tegen zowel Oostenrijk, IJsland, Portugal als België liet bondscoach Bernd Storck hem negentig minuten spelen. Zijn toenmalige teamgenoot Krzysztof Mączyński (Polen) deed ook mee aan het EK.
| Interlands van Richárd Guzmics voor Hongarije | Interlands van Richárd Guzmics voor Hongarije | Interlands van Richárd Guzmics voor Hongarije | Interlands van Richárd Guzmics voor Hongarije | Interlands van Richárd Guzmics voor Hongarije | Interlands van Richárd Guzmics voor Hongarije | Interlands van Richárd Guzmics voor Hongarije |
| №                                             | Datum                                         | Wedstrijd                                     | Uitslag                                       | Competitie                                    | Goals                                         |                                               |
| Als speler bij Szombathelyi Haladás           | Als speler bij Szombathelyi Haladás           | Als speler bij Szombathelyi Haladás           | Als speler bij Szombathelyi Haladás           | Als speler bij Szombathelyi Haladás           | Als speler bij Szombathelyi Haladás           | Als speler bij Szombathelyi Haladás           |
| --------------------------------------------- | --------------------------------------------- | --------------------------------------------- | --------------------------------------------- | --------------------------------------------- | --------------------------------------------- | --------------------------------------------- |
| 1                                             | 14 november 2012                              | Hongarije – Noorwegen                         | 0 – 2                                         | Vriendschappelijk                             |                                               |                                               |
| 2                                             | 26 maart 2013                                 | Turkije – Hongarije                           | 1 – 1                                         | WK 2014 kwalificatie                          |                                               |                                               |
| 3                                             | 6 juni 2013                                   | Hongarije – Koeweit                           | 1 – 0                                         | Vriendschappelijk                             |                                               |                                               |
| 4                                             | 14 augustus 2013                              | Hongarije – Tsjechië                          | 1 – 1                                         | Vriendschappelijk                             |                                               |                                               |
| 5                                             | 6 september 2013                              | Roemenië – Hongarije                          | 3 – 0                                         | WK 2014 kwalificatie                          |                                               |                                               |
| 6                                             | 10 september 2013                             | Hongarije – Estland                           | 5 – 1                                         | WK 2014 kwalificatie                          |                                               |                                               |
| 7                                             | 11 oktober 2013                               | Nederland – Hongarije                         | 8 – 1                                         | WK 2014 kwalificatie                          |                                               |                                               |
| Als speler bij Wisła Kraków                   |                                               |                                               |                                               |                                               |                                               |                                               |
| 8                                             | 4 september 2015                              | Hongarije – Roemenië                          | 0 – 0                                         | EK 2016 kwalificatie                          |                                               |                                               |
| 9                                             | 7 september 2015                              | Noord-Ierland – Hongarije                     | 1 – 1                                         | EK 2016 kwalificatie                          | 74'                                           |                                               |
| 10                                            | 8 oktober 2015                                | Hongarije – Faeröer                           | 2 – 1                                         | EK 2016 kwalificatie                          |                                               |                                               |
| 11                                            | 12 november 2015                              | Noorwegen – Hongarije                         | 0 – 1                                         | EK 2016 kwalificatie                          |                                               |                                               |
| 12                                            | 15 november 2015                              | Hongarije – Noorwegen                         | 2 – 1                                         | EK 2016 kwalificatie                          |                                               |                                               |
| 13                                            | 26 maart 2016                                 | Hongarije – Kroatië                           | 1 – 1                                         | Vriendschappelijk                             |                                               |                                               |
| 14                                            | 4 juni 2016                                   | Duitsland – Hongarije                         | 2 – 0                                         | Vriendschappelijk                             |                                               |                                               |
| 15                                            | 14 juni 2016                                  | Oostenrijk – Hongarije                        | 0 – 2                                         | EK 2016                                       |                                               |                                               |
| 16                                            | 18 juni 2016                                  | IJsland – Hongarije                           | 1 – 1                                         | EK 2016                                       |                                               |                                               |
| 17                                            | 22 juni 2016                                  | Hongarije – Portugal                          | 3 – 3                                         | EK 2016                                       |                                               |                                               |
| 18                                            | 26 juni 2016                                  | Hongarije – België                            | 0 – 4                                         | EK 2016                                       |                                               |                                               |
| 19                                            | 6 september 2016                              | Faeröer – Hongarije                           | 0 – 0                                         | WK 2018 kwalificatie                          |                                               |                                               |
| 20                                            | 7 oktober 2016                                | Hongarije – Zwitserland                       | 2 – 3                                         | WK 2018 kwalificatie                          |                                               |                                               |
| 21                                            | 10 oktober 2016                               | Letland – Hongarije                           | 0 – 2                                         | WK 2018 kwalificatie                          |                                               |                                               |
| 22                                            | 13 november 2016                              | Hongarije – Andorra                           | 4 – 0                                         | WK 2018 kwalificatie                          |                                               |                                               |
| Als speler bij Yanbian Fude                   |                                               |                                               |                                               |                                               |                                               |                                               |
| 23                                            | 31 augustus 2017                              | Hongarije – Letland                           | 3 – 1                                         | WK 2018 kwalificatie                          |                                               |                                               |
| 24                                            | 3 september 2017                              | Hongarije – Portugal                          | 0 – 1                                         | WK 2018 kwalificatie                          |                                               |                                               |
| 25                                            | 7 oktober 2017                                | Zwitserland – Hongarije                       | 5 – 2                                         | WK 2018 kwalificatie                          | 58'                                           |                                               |
| 26                                            | 10 oktober 2017                               | Hongarije – Faeröer                           | 1 – 0                                         | WK 2018 kwalificatie                          |                                               |                                               |
| 27                                            | 27 maart 2018                                 | Hongarije – Schotland                         | 0 – 1                                         | Vriendschappelijk                             |                                               |                                               |